# Mediorhynchus oswaldocruzi
Mediorhynchus oswaldocruzi är en hakmaskart som beskrevs av Lauro Travassos 1923. Mediorhynchus oswaldocruzi ingår i släktet Mediorhynchus och familjen Giganthorhynchidae. Inga underarter finns listade i Catalogue of Life.